# Gobernación de Viatka
La gobernación de Viatka (en ruso: Вятская губерния) era una división administrativa del Imperio ruso y después de la R.S.F.S. de Rusia, ubicada al  noreste de Moscú, con capital en la ciudad de Viatka. Creada en 1796, la gobernación existió hasta 1929.

## Geografía
La gobernación de Viatka limitaba con las de Vólogda, Perm, Ufá, Kazán, Nizhni Nóvgorod y Kostromá.
El territorio del gobierno de Viatka se encuentra hoy en día compartido entre la óblast de Kírov y las repúblicas de Udmurtia y Tartaristán.

## Historia
En 1780, el virreinato (naméstnichestvo) de Viatka se creó a partir de la provincia (provintsia) de Viatka de la gobernación de Kazán. En 1784, el virreinato (naméstnichestvo) de Arcángel fue separado del de Viatka. En 1796, en el marco de la reforma administrativa, el virreinato se transformó en una gobernación. El 14 de diciembre de 1929, la gobernación fue agregada a la nueva óblast de Nizhni Nóvgorod.

## Subdivisions administrativas
A principios del siglo XX la gobernación de Viatka estaba dividida en once uyezds: Viatka, Glázov, Yelábuga, Kotélnich, Malmyzh, Nolinsk, Orlov, Sarápul, Slobodskói, Urzhum y Yaransk.

## Población
En 1897 la población de la gobernación de Viatka era de 3 030 831 habitantes, de los cuales 77,4 % eran rusos, 12,5 % udmurtos, 4,8 % maris y 4,1 % tártaros.